# Rabindrodiplosis orientalis
Rabindrodiplosis orientalis är en tvåvingeart som beskrevs av Sharma och Rao 1980. Rabindrodiplosis orientalis ingår i släktet Rabindrodiplosis och familjen gallmyggor. Inga underarter finns listade i Catalogue of Life.